# Thelypteris rupestris
Thelypteris rupestris là một loài thực vật có mạch trong họ Thelypteridaceae. Loài này được (Klotzsch) C.F. Reed miêu tả khoa học đầu tiên năm 1968.